# Bongancina
Bongancina is een bestuurslaag in het regentschap Buleleng van de provincie Bali, Indonesië. Bongancina telt 1045 inwoners (volkstelling 2010).